# Détective Conan : Le Fantôme de Baker Street
Détective Conan : Le Fantôme de Baker Street (名探偵コナン ベイカー街の亡霊, Meitantei Konan: Beikā Sutorīto no Bōrei) est un film d'animation japonais réalisé par Kenji Kodama, sorti en 2002.
Il s'agit du sixième film tiré du manga Détective Conan.

## Synopsis
Tout commence alors que Kogoro, Ran, Conan, les Détectives Boys et Haibara sont invités à une soirée d'inauguration d'un jeu vidéo virtuel appelé "Cocoon". Sonoko, dont le père a participé à l'élaboration du jeu, est aussi présente. Lors de cette soirée, les enfants de ceux qui auront participé à la création du jeu pourront le tester. Mais voilà qu'un fantôme apparait pendant la réception et la réponse du fantôme se trouve dans le jeu. Alors Conan reçoit le badge d'entrée à la démo par le professeur Agasa qui avait aussi participé à la création de Cocoon avec Yusaku Kudo, le père de Shinichi. À la grande surprise de Conan, les Détectives Boys et Haibara ont réussi à obtenir des badges. Alors que tous les enfants sont sur le point d'entrer dans les capsules qui permettent d'entrer dans le jeu, Sonoko donne son badge à Ran pour que celle-ci accompagne Conan. Tous les enfants sont désormais dans le jeu virtuel et tout se passe bien quand soudain, une intelligence artificielle prend le contrôle de tout, Cocoon menaçant de tuer tous les enfants, sauf si au moins une personne finit le jeu. Conan accompagné de Ran, de tous ses amis et aussi de quatre autres garçons devront attraper le célèbre fantôme « Jack The Ripper » (Jack l'Éventreur) afin de terminer ce jeu.

## Fiche technique
- Titre original : Meitantei Conan: Baker Street no bōrei (名探偵コナン ベイカー街の亡霊?)
- Titre français : Détective Conan : Le Fantôme de Baker Street
- Société de production : Tokyo Movie Shinsha
- Durée : 107 minutes
- Dates de sortie : 20 avril 2002 en salles japonaises